# هوش فضایی
هوش فضایی (انگلیسی: Spatial intelligence) قلمرویی در نظریه هوش‌های چندگانه است که به داوری فضایی و توانایی تجسم با چشم ذهن می‌پردازد.
این اصطلاح توسط هاوارد گاردنر به عنوان یک ظرفیت محاسباتی انسانی تعریف شده‌است که توانایی یا مهارت ذهنی برای حل مشکلات مکانی مربوط به جهت‌یابی، تجسم اشیاء از زوایا و مکانهای مختلف، تشخیص چهره‌ها یا صحنه‌ها یا توجه به جزئیات دقیق را تعریف می‌کند. گاردنر در ادامه توضیح می‌دهد که هوش فضایی می‌تواند برای حل مشکلات در زمینه‌های مربوط به مشاغل واقع گرایانه، شی گرا و تحقیقاتی مؤثر باشد. این توانایی یک مهارت مغزی است که در افراد دارای نقص بینایی نیز دیده می‌شود. همان‌طور که توسط گاردنر تحقیق شده‌است، یک فرد نابینا می‌تواند اشکال را به روشی غیر بصری تشخیص دهد. استدلال فضایی فرد نابینا به آنها اجازه می‌دهد تا حساسیت‌های لمسی را به محاسبات ذهنی طول و تجسم فرم تبدیل کنند.
هوش فضایی یکی از نه هوش نظریه هوشهای چندگانه هوارد گاردنر است که هر یک از تعدادی از ظرفیت‌های فرعی مجزا تشکیل شده‌اند. هر یک از انواع هوش توانایی حل مشکلات یا ایجاد محصولاتی را دارد که در یک فرهنگ خاص ارزشمند هستند. هر هوشی یک سیستم محاسباتی عصبی است که با اطلاعات داخلی یا خارجی فعال می‌شود. هوشها همیشه تعامل بین تمایلات بیولوژیکی و فرصت‌های یادگیری هستند که در یک فرهنگ وجود دارد. کاربرد این نظریه در عمل طیف باروری از نظریات علمی گرفته تا تصنیف‌های موسیقی تا مبارزات سیاسی موفقیت‌آمیز را در بر می‌گیرد. [۱] گاردنر تناظر کلی بین هر یک از توانایی‌ها با سمت شغلی در محل کار را پیشنهاد کرد، به عنوان مثال: برای افرادی که دارای هوش زبانی هستند وی به خبرنگاران، گویندگان و مربیان اشاره کرد. دانشمندان، مهندسین، امور مالی و حسابداران دارای هوش منطقی-ریاضی؛ فروشندگان، مدیران، معلمان و مشاوران دارای هوش فردی؛ ورزشکاران، پیمانکاران و بازیگران دارای هوش بدنی؛ رده‌بندی کنندگان، بوم شناسان و دامپزشکان دارای هوش طبیعت‌گرا؛ روحانیان و فلاسفه دارای هوش وجودی و طراحان، معماران و رانندگان تاکسی، فضانوردان، خلبانان هواپیما و رانندگان اتومبیل‌های مسابقه و بدل کاران دارای هوش فضایی هستند.